# العلاقات السويسرية الناوروية
العلاقات السويسرية الناوروية هي العلاقات الثنائية التي تجمع بين سويسرا وناورو.

## مقارنة بين البلدين
هذه مقارنة عامة ومرجعية للدولتين:
| وجه المقارنة                                              | سويسرا                                                                                      | ناورو                          |
| --------------------------------------------------------- | ------------------------------------------------------------------------------------------- | ------------------------------ |
| المساحة (كم2)                                             | 41.28 ألف                                                                                   | 21                             |
| عدد السكان (نسمة)                                         | 8.21 مليون                                                                                  | 10.08 ألف                      |
| الكثافة السكانية (ن./كم²)                                 | 198.89                                                                                      | 48.00 ألف                      |
| العاصمة                                                   | برن                                                                                         | ضاحية يارين                    |
| اللغة الرسمية                                             | اللغة الألمانية، اللغة الإيطالية، لغة فرنسية، اللغة الرومانشية، الألمانية السويسرية الموحدة | اللغة الناورونية، لغة إنجليزية |
| العملة                                                    | فرنك سويسري                                                                                 | دولار أسترالي                  |
| الناتج المحلي الإجمالي (بليون دولار)                      | 678.89 مليار                                                                                | 113.88 مليون                   |
| الناتج المحلي الإجمالي (تعادل القوة الشرائية) بليون دولار | 518.07 مليار                                                                                | 162.98 مليون                   |
| الناتج المحلي الإجمالي الاسمي للفرد دولار أمريكي          | 80.94 ألف                                                                                   | 9.83 ألف                       |
| الناتج المحلي الإجمالي للفرد دولار أمريكي                 | 59.54 ألف                                                                                   |                                |
| مؤشر التنمية البشرية                                      | 0.930                                                                                       |                                |
| رمز المكالمات الدولي                                      | +41                                                                                         | +674                           |
| رمز الإنترنت                                              | .ch، .swiss ‏                                                                                | .nr                            |
| المنطقة الزمنية                                           | توقيت وسط أوروبا، ت ع م+01:00، ت ع م+02:00، أوروبا/زيورخ ‏                                   | ت ع م+12:00                    |

## منظمات دولية مشتركة
يشترك البلدان في عضوية مجموعة من المنظمات الدولية، منها:
| علم المنظمة | اسم المنظمة                   | تاريخ انضمام سويسرا | تاريخ انضمام ناورو |
| ----------- | ----------------------------- | ------------------- | ------------------ |
|             | منظمة حظر الأسلحة الكيميائية  | ?                   | ?                  |
|             | يونسكو                        | 28 يناير 1949       | 17 أكتوبر 1996     |
|             | الاتحاد الدولي للاتصالات      | 1866                | 10 يونيو 1969      |
|             | الأمم المتحدة                 | 10 سبتمبر 2002      | 14 سبتمبر 1999     |
|             | الاتحاد البريدي العالمي       | ?                   | ?                  |
|             | بنك التنمية الآسيوي           | 1967                | 1991               |
|             | منظمة الشرطة الجنائية الدولية | ?                   | ?                  |

## وصلات خارجية
- موقع وزارة الخارجية السويسرية